# Camellia gracilipes
Camellia gracilipes là một loài thực vật có hoa trong họ Theaceae. Loài này được Merr. ex Sealy mô tả khoa học đầu tiên năm 1949.